# Stoomboot van Sinterklaas

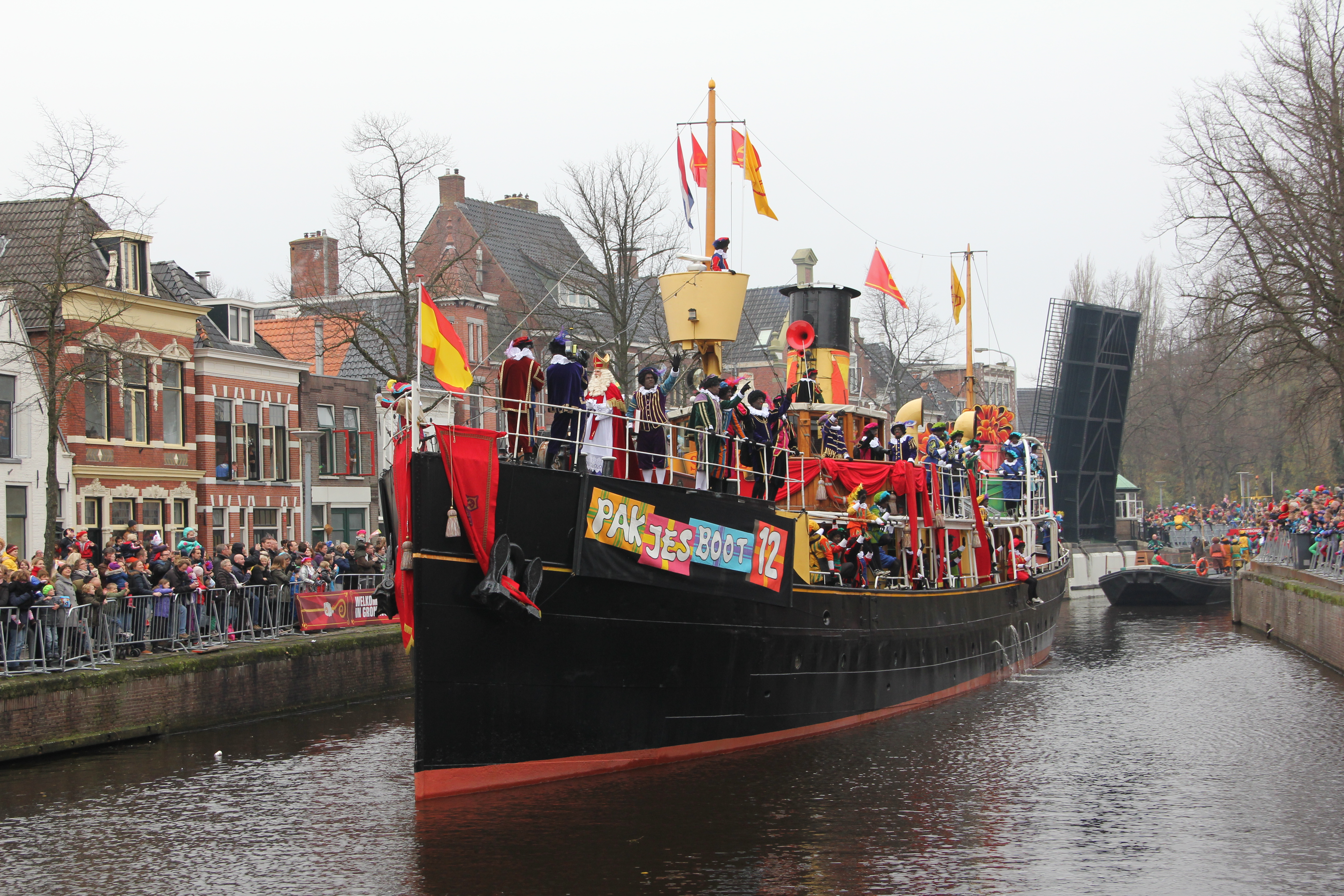
Pakjesboot 12 bij de aankomst van Sinterklaas in Groningen; 16 november 2013

De stoomboot van Sinterklaas is het schip waarmee Sinterklaas tijdens de jaarlijkse Sinterklaasintochten in Nederland en Vlaanderen wordt verwelkomd. Het schip is volgens de traditie een stoomboot.

## De stoomboot

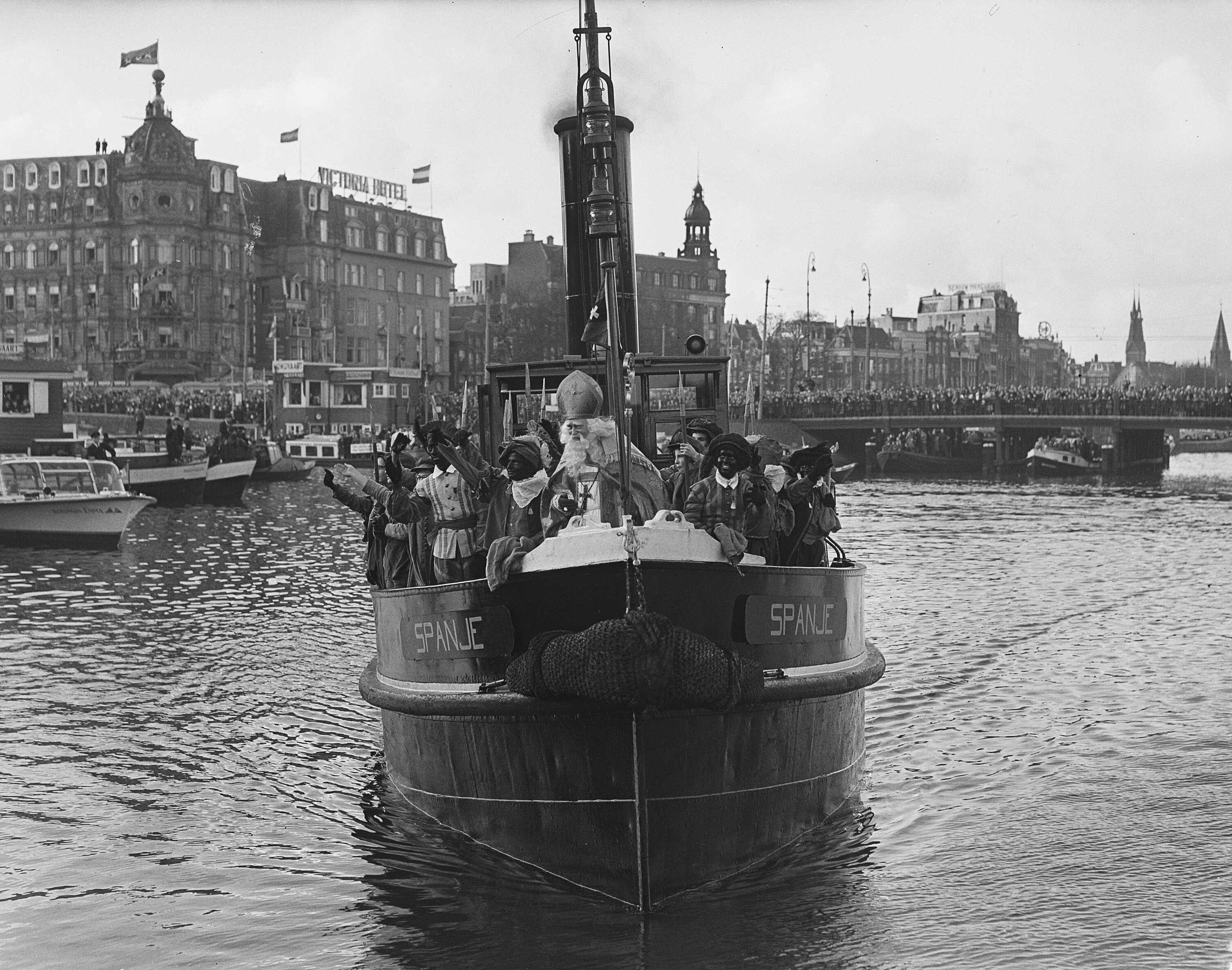
Aankomst met het schip Spanje in 1955.

In Amsterdam werd, vanaf 1952, met de motorboot Spanje aangemeerd. De boot meerde af ter hoogte van de Sint Nicolaaskerk. Vanaf 1964 werden voor de landelijke intocht wisselende boten gebruikt, zoals in 1978 van de stoomboot: Hr.Ms. Zeefakkel A903.
In 1985 werd het stoomschip de Hydrograaf in dienst genomen. Deze Hydrograaf werd tot 2022 jaarlijks gebruikt als Pakjesboot 12, vanaf dat jaar veranderde zijn naam in De Stoomboot. De naamswijziging werd in de verhaallijn van het Sinterklaasjournaal aangekondigd met dat de 'oude' Pakjesboot 12 gezonken zou zijn en Sinterklaas een nieuw schip zou krijgen. Omdat de Hydrograaf geen echte stoomboot meer is, maar vaart op een dieselmotor, wordt de rook uit de schoorsteen nagemaakt. Lang gebeurde dit met rookpotten maar sinds 2005 vallen deze onder de Wet wapens en munitie. Om die reden wordt er sindsdien een rookmachine gebruikt.
Sinds 1985 zijn er slechts vier jaren geweest waarin Sinterklaas niet met de Hydrograaf de zeereis naar Nederland maakte. In 1993 moest de ss Succes als Pakjesboot 13 invallen, in 2001 de ss Maria C als Pakjesboot 14 en in 2012 de Dilles als Stoomboot 0475. De aanleiding hiervan was te lage bruggen (1993 en 2001) of een te kleine sluis (2012). In 2019 ten slotte kon Sinterklaas zelfs helemaal niet per boot aankomen, omdat Apeldoorn, waar deze intocht plaatsvond, niet per boot bereikbaar was. Om die reden kwam de goedheiligman dat jaar met een stoomtrein van de VSM aan. De Hydrograaf werd dat jaar als alternatief gebruikt bij de lokale intocht van Hoorn.

## Lijst van gebruikte schepen
- naam onbekend (Spanje, 1952)
- Hr.Ms. Zeefakkel A903 (naam onbekend, 1978)
- Noord Nederland (Pakjesboot 8, 1984)[1]
- Hydrograaf (van 1985 tot 2022 als Pakjesboot 12, daarna als De Stoomboot)
- ss Succes (Pakjesboot 13, 1993)
- ss Maria C (Pakjesboot 14, 2001)
- Dilles (Stoomboot 0475, 2012)